# Sandy Jardine
Alexander William Pullar Jardine, mais conhecido como Sandy Jardine (Edimburgo, 31 de dezembro de 1948 — Edimburgo, 24 de abril de 2014) foi um ex-futebolista escocês que atuou na posição de zagueiro.

## Carreira
Defendeu o Rangers por quase toda sua carreira e o Heart of Midlothian.
Pela Seleção Escocesa disputou as Copas do Mundo de [[Copa do Mundo F
1. ↑  «Sandy Jardine: Rangers, Hearts and Scotland great dies aged 65» (em inglês). BBC. 24 de abril de 2014
2. ↑  «Heart of Midlothian Football Club is deeply saddened to learn of the death of Tynecastle legend Sandy Jardine» (em inglês). Sítio oficial Heart of Midlothian FC. 24 de outubro de 2014. Arquivado do original em 26 de abril de 2014